# Айвіленд (Пенсільванія)
Айвіленд (англ. Ivyland) — місто (англ. borough) в США, в окрузі Бакс штату Пенсільванія. Населення — 955 осіб (2020).

## Географія
Айвіленд розташований за координатами 40°12′29″ пн. ш. 75°4′25″ зх. д. / 40.20806° пн. ш. 75.07361° зх. д. (40.207958, -75.073492).  За даними Бюро перепису населення США в 2010 році місто мало площу 0,92 км², з яких 0,92 км² — суходіл та 0,00 км² — водойми.

### Клімат
| Клімат : Айвіленд       | Клімат : Айвіленд | Клімат : Айвіленд | Клімат : Айвіленд | Клімат : Айвіленд | Клімат : Айвіленд | Клімат : Айвіленд | Клімат : Айвіленд | Клімат : Айвіленд | Клімат : Айвіленд | Клімат : Айвіленд | Клімат : Айвіленд | Клімат : Айвіленд | Клімат : Айвіленд |
| Показник                | Січ.              | Лют.              | Бер.              | Квіт.             | Трав.             | Черв.             | Лип.              | Серп.             | Вер.              | Жовт.             | Лист.             | Груд.             | Рік               |
| Абсолютний максимум, °C | 21,7              | 25,3              | 30,4              | 34,2              | 34,8              | 35,4              | 39,2              | 37,8              | 36,4              | 31,6              | 27,1              | 24,1              | 39,2              |
| Середній максимум, °C   | 4,2               | 5,9               | 10,5              | 17,0              | 22,4              | 27,5              | 29,8              | 28,9              | 25,1              | 18,8              | 12,8              | 6,5               | 17,5              |
| Середня температура, °C | −0,4              | 1,1               | 5,2               | 11,2              | 16,5              | 21,7              | 24,2              | 23,4              | 19,4              | 12,9              | 7,6               | 2,1               | 12,1              |
| Середній мінімум, °C    | −5                | −3,8              | 0,0               | 5,3               | 10,5              | 15,9              | 18,6              | 17,9              | 13,7              | 6,9               | 2,3               | −2,4              | 6,7               |
| Абсолютний мінімум, °C  | −23,5             | −19,3             | −15,8             | −8                | 1,3               | 5,7               | 9,3               | 6,2               | 2,3               | −4,1              | −11               | −18,6             | −23,5             |
| Норма опадів, мм        | 87                | 69                | 101               | 102               | 110               | 108               | 132               | 110               | 112               | 96                | 94                | 101               | 1219              |
| Вологість повітря, %    | 66.4              | 62.9              | 58.9              | 57.8              | 62.1              | 66.3              | 67.3              | 69.3              | 70.5              | 69.8              | 67.9              | 68.4              | 65.7              |
| ----------------------- | ----------------- | ----------------- | ----------------- | ----------------- | ----------------- | ----------------- | ----------------- | ----------------- | ----------------- | ----------------- | ----------------- | ----------------- | ----------------- |
| Джерело: PRISM          |                   |                   |                   |                   |                   |                   |                   |                   |                   |                   |                   |                   |                   |

## Демографія
Згідно з переписом 2010 року, у селищі мешкала 1041 особа в 328 домогосподарствах у складі 256 родин. Густота населення становила 1132 особи/км².  Було 338 помешкань (368/км²).
Расовий склад населення:
| - 88,3 % — білих - 7,8 % — азіатів - 0,4 % — чорних або афроамериканців - 1,5 % — осіб інших рас |

До двох чи більше рас належало 2,0 %. Частка іспаномовних становила 2,4 % від усіх жителів.
За віковим діапазоном населення розподілялося таким чином: 25,6 % — особи молодші 18 років, 57,2 % — особи у віці 18—64 років, 17,2 % — особи у віці 65 років та старші. Медіана віку мешканця становила 40,4 року. На 100 осіб жіночої статі у селищі припадало 84,9 чоловіків;  на 100 жінок у віці від 18 років та старших — 80,4 чоловіків також старших 18 років.
Середній дохід на одне домашнє господарство  становив 94 690 доларів США (медіана — 91 250), а середній дохід на одну сім'ю — 109 361 долар (медіана — 102 102). Медіана доходів становила 62 679 доларів для чоловіків та 56 563 долари для жінок. За межею бідності перебувало 1,4 % осіб, у тому числі 1,2 % дітей у віці до 18 років та 7,2 % осіб у віці 65 років та старших.
Цивільне працевлаштоване населення становило 475 осіб. Основні галузі зайнятості: освіта, охорона здоров'я та соціальна допомога — 21,3 %, виробництво — 16,0 %, будівництво — 12,0 %, науковці, спеціалісти, менеджери — 11,6 %.